# ميلتون إتش سانفورد
ميلتون إتش سانفورد (بالإنجليزية: Milton H. Sanford)‏ هو شخصية أعمال أمريكي، ولد في 29 أغسطس 1813 في ميدواي في الولايات المتحدة، وتوفي في 3 أغسطس 1883 في نيوبورت في الولايات المتحدة.